# Solești
Soleşti é uma comuna romena localizada no distrito de Vaslui, na região de Moldávia. A comuna possui uma área de 66.88 km² e sua população era de 3942 habitantes segundo o censo de 2007.